# 孔特维尔昂泰尔努瓦
孔特维尔昂泰尔努瓦（法語：Conteville-en-Ternois）是法国北部-加来海峡大区加来海峡省的一个市镇，属于阿拉斯区厄尚县。该市镇2009年时的人口为91人。

## 人口
孔特维尔昂泰尔努瓦人口变化图示
| 数据来源：INSEE |